# ناطق بمبئی ما
«ناطقِ بمبئیِ ما» (هندی: Apna Bombay Talkies) یک آهنگ هندی از فیلم بالیوود در سال ۲۰۱۳، به نام فیلم ناطق بمبئی است. آهنگ توسط آمیت تریودی، اودیت نارایان، آلکا یاگنیک، کومار سانو، ابیجیت باتاچاریا، سونو نیگام، کاویتا کریشنامورتی، سادانا سارگام، سونیدهی چاوهان با اشعار نوشته شده توسط سواناند کیرکیره است.
در موزیک ویدئوی این آهنگ بازیگرانی مانند عامر خان، مدوری دیکشیت، کاریسما کاپور، آکشی کومار، جوهی چاولا، سیف علی خان، رانی موکرجی، سری دوی، پریانکا چوپرا، فرهان اختر، عمران خان، ویدیا بالن، کارینا کاپور، رانویر سینگ، آنیل کاپور، شاهد کاپور، سونام کاپور، دیپیکا پادوکن، رانبیر کاپور و شاهرخ خان حضور دارند.

## پیش‌زمینه
در ۱۲ مارس ۲۰۱۳، ویبهوی مرچنت، طراح رقص، در توییتر اعلام کرد که برای فیلم Bombay Talkies یک ترانه را کارگردانی می‌کند که به ۱۰۰ سال سینمای هند ادای احترام می‌کند. علاوه بر کارگردانی ترانه، مرچنت برای طراحی رقص و ایده‌پردازی آن نیز انتخاب شد. برای این ترانه، مرچنت مجبور بود ۸۰ مجوز گواهی عدم اعتراض از تهیه‌کنندگانی که نماهای فیلمشان در این اثر استفاده شده بود، بگیرد. او فاش کرد که برای ساخت این ترانه، حدود ۳۵۰۰ فریم، ۱۹ خواننده، ۱۰۰ رقصنده، ۱۰۰ نفر عوامل پشت‌صحنه و ۲۰ بازیگر به کار گرفته شدند.

### آهنگسازی و خوانندگی
آهنگ این ترانه را آمیت تریودی ساخته و ترانه‌ها را سواناند کرکیری نوشته است. تریودی ملودی اصلی ترانه را «خنثی» نگه داشت تا بتواند با سبک‌های مختلف سینمای هند از دهه ۱۹۳۰ تا امروز (دهه ۲۰۱۰) سازگار شود. او در مصاحبه‌ای گفت: «هماهنگی با خواننده‌ها دو تا سه ماه طول کشید. توضیح خاصی داده نمی‌شد و هر خواننده تنها دو خط برای خواندن داشت. فهرست خواننده‌ها شامل کسانی بود که صدای خود را به ستاره‌های سینمای هند قرض داده بودند.»
این ترانه را بیش از ۲۰ خواننده اجرا کرده‌اند که نخستین‌بار بود چنین تعداد خواننده برای یک ترانه در بالیوود گرد هم می‌آمدند. هر خواننده برای بازیگری که معمولاً در فیلم‌هایش ترانه‌خوانی می‌کرد، آواز خواند. «Apna Bombay Talkies» تنها ترانه‌ای است که سه خواننده افسانه‌ای دهه ۹۰، کومار سانو، اودیت ناریان و آبجیت باتاچاریا را برای نخستین‌بار کنار اس. پی. بالا سوبراه‌مانیم، خواننده پیشکسوت، و بهترین خوانندگان دهه ۲۰۰۰ مانند سونو نیگام، سوخیویندر سینگ، شان، کا.کا. و موهیت چوهان گرد آورده است. بخش خوانندگان زن نیز ترکیبی از بهترین‌ها در دوره‌های مختلف داشت: کاویتا کریشنامورتی، آلکا یاگنیک، سادانا سارگام، سونودی چوهان، شرایا گوشال و شیلپا رائو، که این اثر را به یکی از نادرترین و بهترین مجموعه‌های موسیقایی بدل کرده‌اند.

### تصویربرداری
در ۴ مارس ۲۰۱۳ گزارش شد که رانبیر کاپور به‌عنوان راوی در فیلم حضور دارد. بعداً تأیید شد که او در ترانه عنوانی حضور دارد. در ۲ آوریل ۲۰۱۳ اعلام شد که عامر خان در بخشی از فیلم حضور افتخاری خواهد داشت. اما در ۳ آوریل ۲۰۱۳ مشخص شد که خان در بخش جداگانه‌ای از فیلم حضور ندارد، بلکه در ترانه‌ای ویژه به افتخار ۱۰۰ سال سینمای هند ظاهر می‌شود.
در ۱۳ آوریل ۲۰۱۳ تأیید شد که عامر خان و شاهرخ خان برای نخستین‌بار در سینمای هند در این ترانه با هم دیده می‌شوند. همچنین حضور دپیكا پادوکونه، پریانکا چوپرا و کارینا کاپور در این ترانه تأیید شد. در ۲۳ آوریل ۲۰۱۳ اعلام شد که سونام کاپور و آنيل کاپور نیز در این اثر هم‌بازی خواهند شد. مرچنت، طراح رقص ترانه، در توییتر نام هر ۲۰ ستاره حاضر در این اثر را منتشر کرد. در ۲۰ آوریل ۲۰۱۳ گزارش شد که آرجون رامپال برای حضور در این ترانه دعوت شده، اما به دلیل مشکلات زمانی نپذیرفته است.
بازیگران حاضر در این ترانه لباس‌های هماهنگ داشتند: مردان تاکسیدو سیاه و زنان لباس‌های طلایی که توسط طراح لباس شخصی‌شان طراحی شده بود. فیلم‌برداری کامل ترانه بیش از یک ماه طول کشید، زیرا هر بازیگر بخش خود را جداگانه ضبط کرد. پیش از فیلم‌برداری، ستاره‌ها دو تا سه ساعت برای تمرین حرکاتشان وقت می‌گذاشتند. همه بازیگران یک حرکت امضادار مشترک داشتند که در کتابخانه آسیاتیک جنوب بمبئی ضبط شد. تکمیل این ترانه در مجموع چهار ماه طول کشید.